# 徐紫雲
徐紫雲（1644年—1675年），字九青，號曼殊。清朝男伶。
明崇禎甲申（1644年）出生，人稱雲郎，善吹箫，是冒襄家水繪園的歌僮。清順治十五年（1658年）十一月，詞人陳維崧拜訪冒襄，在水繪庵中的深翠房讀書，陈维崧不敢一人夜读独眠，冒襄派時年十五歲的雲郎伴讀。陳維崧本人有斷袖之癖，雖娶妻生子，但一生多與徐紫雲共度，陈维崧第一次見雲郎就一見鍾情，“攜紫雲徘徊于暗香疏影間”，日後爲徐創作有大量詩詞。陳維崧還請名畫師爲徐紫雲作肖像，其中有《紫雲出浴圖卷》，今藏於旅順博物館。感情上表現得十分露骨。
陳維崧《賀新郎·雲郎合巹為賦此詞》就是為康熙四年徐紫雲結婚而寫：“小酌荼靡釀，喜今朝釵光鈿影，燈前滉漾。隔著屏風喧笑語，報道雀翹初上，又悄把檀奴偷相。撲朔雌雄渾不辨，但臨風私取春弓量，送爾去，揭鴛帳。六年孤館相依傍，最難忘紅蕤枕畔，淚花輕颺。了爾一生花燭事，宛轉婦隨夫唱，努力做藁砧模樣。只我羅衾渾似鐵，擁桃笙難得紗窗亮，休為我，再惆悵。”是同性戀文學上極具文采的一闋詞，“竞唱人口，闻之绝倒”。徐紫雲婚後，二人仍親密來往，康熙九年（1670），陳維崧游河南，帶著徐紫雲同行，友人恽寿平曾作诗调侃。徐紫雲一直在宜興陪伴陈维崧，直到康熙十四（1675年）病逝。

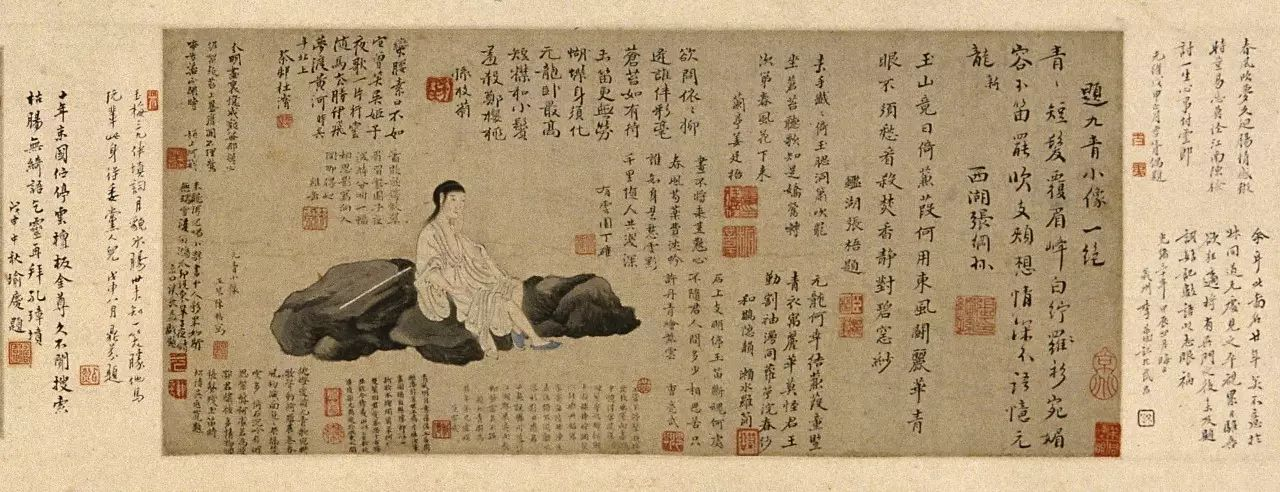
陳維崧離別水繪園、與徐紫雲分離之際，此卷作為懷袖長物，可緩解相思之苦，維崧時時出示，與友人共賞，卷後同時代題跋者多達75人，題詩161首、詞1闕